# Simpelius (cráter)
Simpelius es un cráter de impacto situado en la parte sur de la Luna. Se encuentra al norte-noroeste del cráter algo más grande Schomberger, y al este-sureste de la prominente Moretus.
|  |

El aspecto más distintivo de este cráter es la asimetría de la pared interior, siendo casi el doble de ancha en el extremo sur que en el norte. Como resultado, el nivelado suelo interior queda desplazado hacia el norte del interior del cráter. El borde y la pared interiores están menos definidos que los de Schomberger o Moretus, habiéndose suavizado y redondeado por el efecto de sucesivos impactos. El borde es desigual, con picos al norte, oeste, este y sur-sureste, y secciones bajas intercaladas. También presenta una serie de pequeñas marcas de cráteres en su interior.

## Cráteres satélite
Por convención estos elementos son identificados en los mapas lunares poniendo la letra en el lado del punto medio del cráter que está más cercano a Simpelius.
|           | \| Simpelius \| Coordenadas \| Diámetro \| \| --------- \| ----------------------------- \| -------- \| \| A \| 70°06′S 16°30′E / -70.1, 16.5 \| 60 km \| \| B \| 75°12′S 10°12′E / -75.2, 10.2 \| 50 km \| \| C \| 72°36′S 5°54′E / -72.6, 5.9 \| 49 km \| \| D \| 71°36′S 8°36′E / -71.6, 8.6 \| 54 km \| \| E \| 70°06′S 11°00′E / -70.1, 11.0 \| 45 km \| \| F \| 68°42′S 16°48′E / -68.7, 16.8 \| 29 km \| \| G \| 71°48′S 23°00′E / -71.8, 23.0 \| 24 km \| \| H \| 68°00′S 15°30′E / -68.0, 15.5 \| 29 km \| \| J \| 76°06′S 8°24′E / -76.1, 8.4 \| 17 km \| \| K \| 74°48′S 15°42′E / -74.8, 15.7 \| 23 km \| \| L \| 70°24′S 6°42′E / -70.4, 6.7 \| 16 km \| \| M \| 70°24′S 16°24′E / -70.4, 16.4 \| 7 km \| \| N \| 71°18′S 24°18′E / -71.3, 24.3 \| 8 km \| \| P \| 75°30′S 5°00′E / -75.5, 5.0 \| 8 km \| |          |
| Simpelius | Coordenadas | Diámetro |
| A         | 70°06′S 16°30′E / -70.1, 16.5 | 60 km    |
| B         | 75°12′S 10°12′E / -75.2, 10.2 | 50 km    |
| C         | 72°36′S 5°54′E / -72.6, 5.9 | 49 km    |
| D         | 71°36′S 8°36′E / -71.6, 8.6 | 54 km    |
| E         | 70°06′S 11°00′E / -70.1, 11.0 | 45 km    |
| F         | 68°42′S 16°48′E / -68.7, 16.8 | 29 km    |
| G         | 71°48′S 23°00′E / -71.8, 23.0 | 24 km    |
| H         | 68°00′S 15°30′E / -68.0, 15.5 | 29 km    |
| J         | 76°06′S 8°24′E / -76.1, 8.4 | 17 km    |
| K         | 74°48′S 15°42′E / -74.8, 15.7 | 23 km    |
| L         | 70°24′S 6°42′E / -70.4, 6.7 | 16 km    |
| M         | 70°24′S 16°24′E / -70.4, 16.4 | 7 km     |
| N         | 71°18′S 24°18′E / -71.3, 24.3 | 8 km     |
| P         | 75°30′S 5°00′E / -75.5, 5.0 | 8 km     |